# Animalul inimii
Animalul inimii (în germană Herztier) este un roman scris de Herta Müller și publicat în 1993 de editura germană Rowohlt Verlag. Romanul portretizează patru tineri trăind sub regimul polițienesc totalitar din timpul dictaturii comuniste din România. Naratorul este o tânără femeie de etnie germană, la fel ca și autoarea însăși. După propria afirmație, Müller a scris această carte „în memoria prietenilor români care au fost uciși sub regimul Ceaușescu.”
Romanul a fost tradus în limba engleză de Michael Hofmann și a fost publicat în 1996 de editura Metropolitan Books din New York. O nouă ediție în limba engleză a fost publicată de Hydra Books/Northwestern University Press in 1998. Traducerea engleză a romanului a obținut, în 1998, prestigiosul premiu International IMPAC Dublin Literary Award, cel mai generos premiu pentru o singură operă de ficțiune publicată în limba engleză.
După anunțarea atribuirii Premiului Nobel pentru Literatură pentru anul 2009 scriitoarei Herta Müller, romanul Animalul inimii a intrat pe lista bestseller-urilor de pe situl Amazon.com.

## Personaje
- Eu-Naratoarea - Locuiește împreună cu Lola și cu alte fete într-o cameră pătrată. După sinuciderea Lolei găsește jurnalul acesteia în cufărul ei. În timp, devine o victimă a persecuției de către Securitate. A plecat cu Edgar în Germania. Acolo, ei au primit repetate amenințări cu moartea.
- Lola - Lola locuiește împreună cu naratoarea în “pătrat“. Mai târziu devine membră a Partidului Comunist și schimbă săptămânal gazeta de perete. Ea ține un jurnal pe care Kurt, Georg, Edgar și naratoarea îl citesc după sinuciderea ei. După moartea sa, a fost exclusă din partid și exmatriculată din facultate.
- Edgar - A studiat la aceeași universitate ca și Kurt și Georg. El provine din Banat. Împreună cu Kurt, cu Georg și cu naratoarea, el scrie poezia considerată subversivă. În timp, devine o victimă a persecuției de către Securitate. El a plecat cu naratoarea în Germania. Acolo a primit repetate amenințări cu moartea.
- Kurt - Este student și șvab bănățean. Împreună cu Georg, cu Edgar și cu naratoarea, el scrie poezia considerată subversivă. În timp, devine o victimă a persecuției de către Securitate. După terminarea studiilor, lucrează ca inginer la un abator. Este găsit spânzurat la scurtă vreme după emigrarea prietenilor săi.
- Georg - A studiat la aceeași universitate ca și Kurt și Edgar. El provine din Banat. Împreună cu Kurt, cu Edgar și cu naratoarea, el scrie poezia considerată subversivă. În timp, devine o victimă a persecuției de către Securitate. După absolvire, a lucrat ca profesor. După emigrarea în Germania, se sinucide sărind de la o fereastră.
- Hauptmann Pjele (în traducere Căpitanul Piele) - El este căpitanul de securitate care-i interoghează și hărțuiește pe personajele principale Edgar, Georg și Kurt.[4]

## Traducerea în limba română
Romanul a fost tradus în limba română sub titlul „Animalul inimii” de către Nora Iuga pentru Editura Polirom din Iași. Prima ediție a traducerii a fost publicată în 1997, iar ediția a II-a în 2006.

## Premii
- Herta Müller a primit în 1994 pentru romanul său „Animalul inimii „Premiul Kleist”.
- În 1998, ea a câștigat „International IMPAC Dublin Literary Award”, pentru traducerea în limba engleză a romanului ei. Cartea a fost tradusă în engleză de către Michael Hofmann, cu titlul „Land of Green Plums”.